# Шик, Джейкоб
Джейкоб Шик (англ. Jacob Schick; 16 сентября 1877, Оттамуа, Айова — 3 июля 1937, Монреаль, Квебек, Канада) — американский изобретатель и предприниматель, подполковник армии США, основатель компании по производству бритв «Schick Dry Shaver».

## Биография

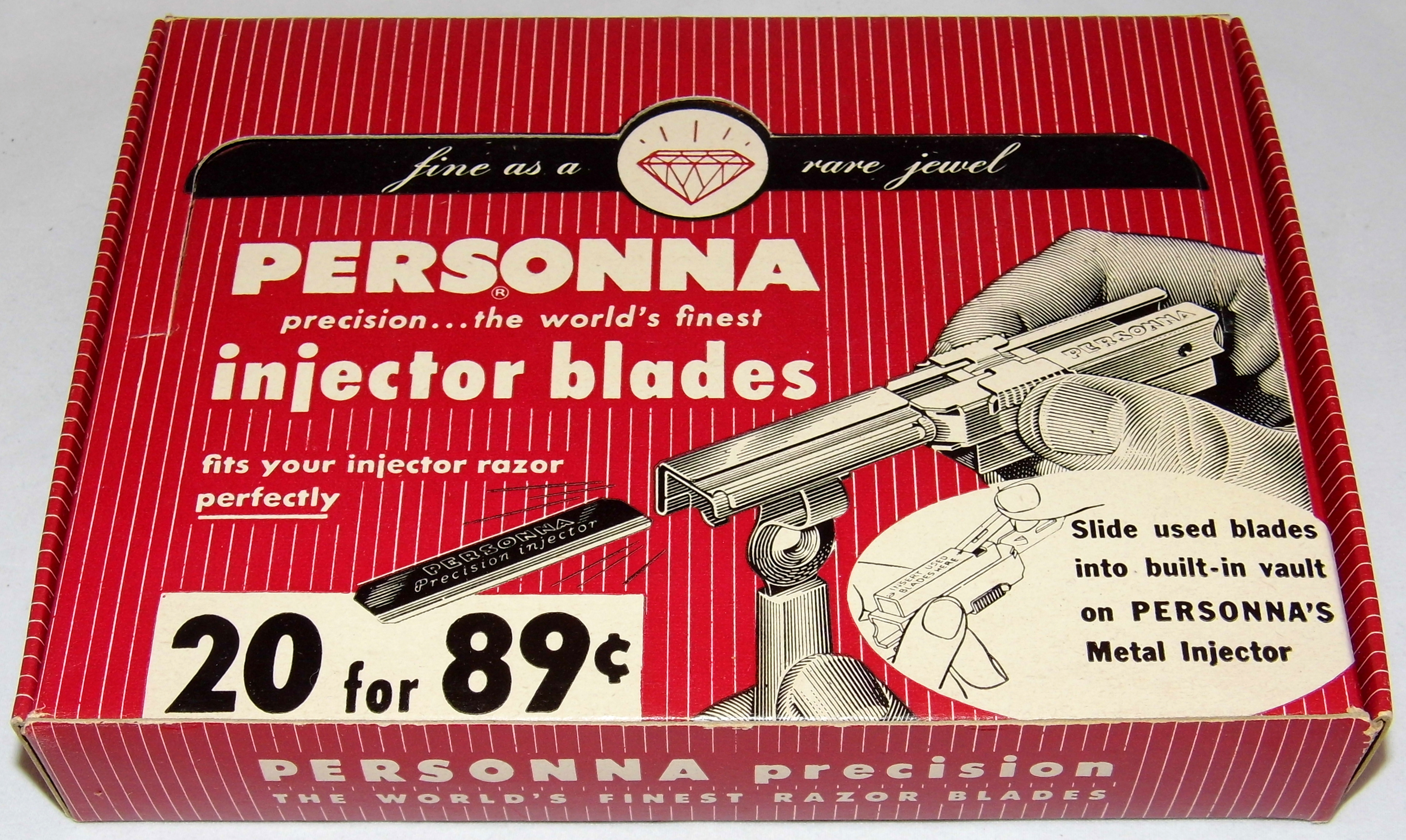
бритва Шик 1952

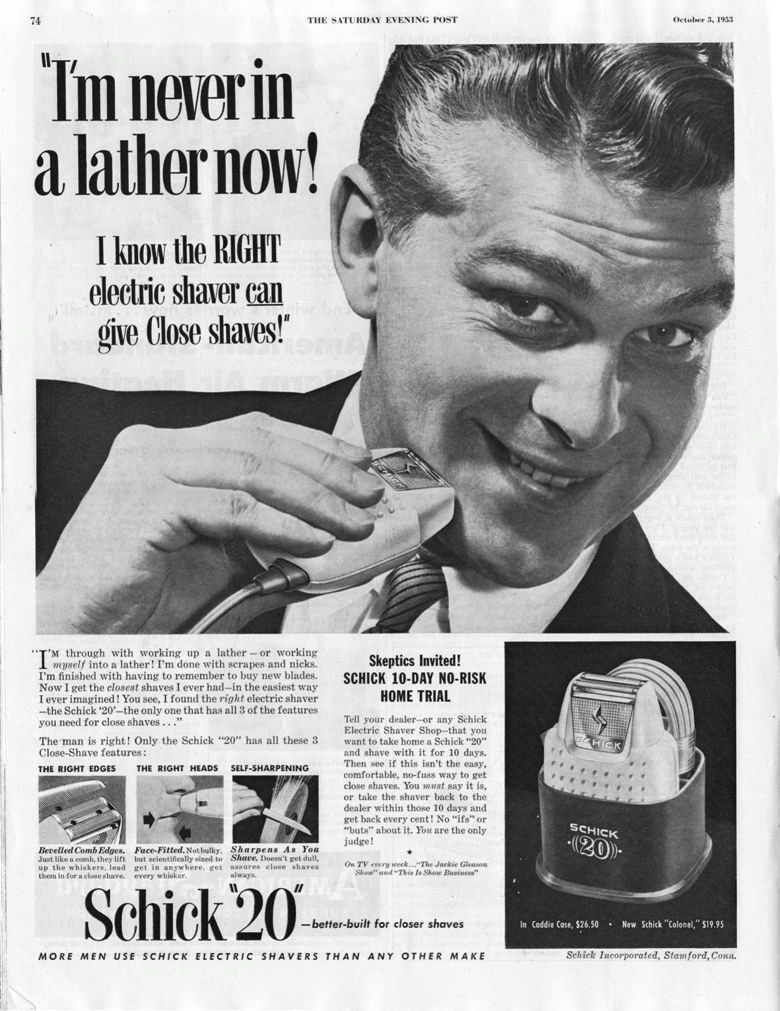
реклама сеточной электробритвы «Шик» 1953 год

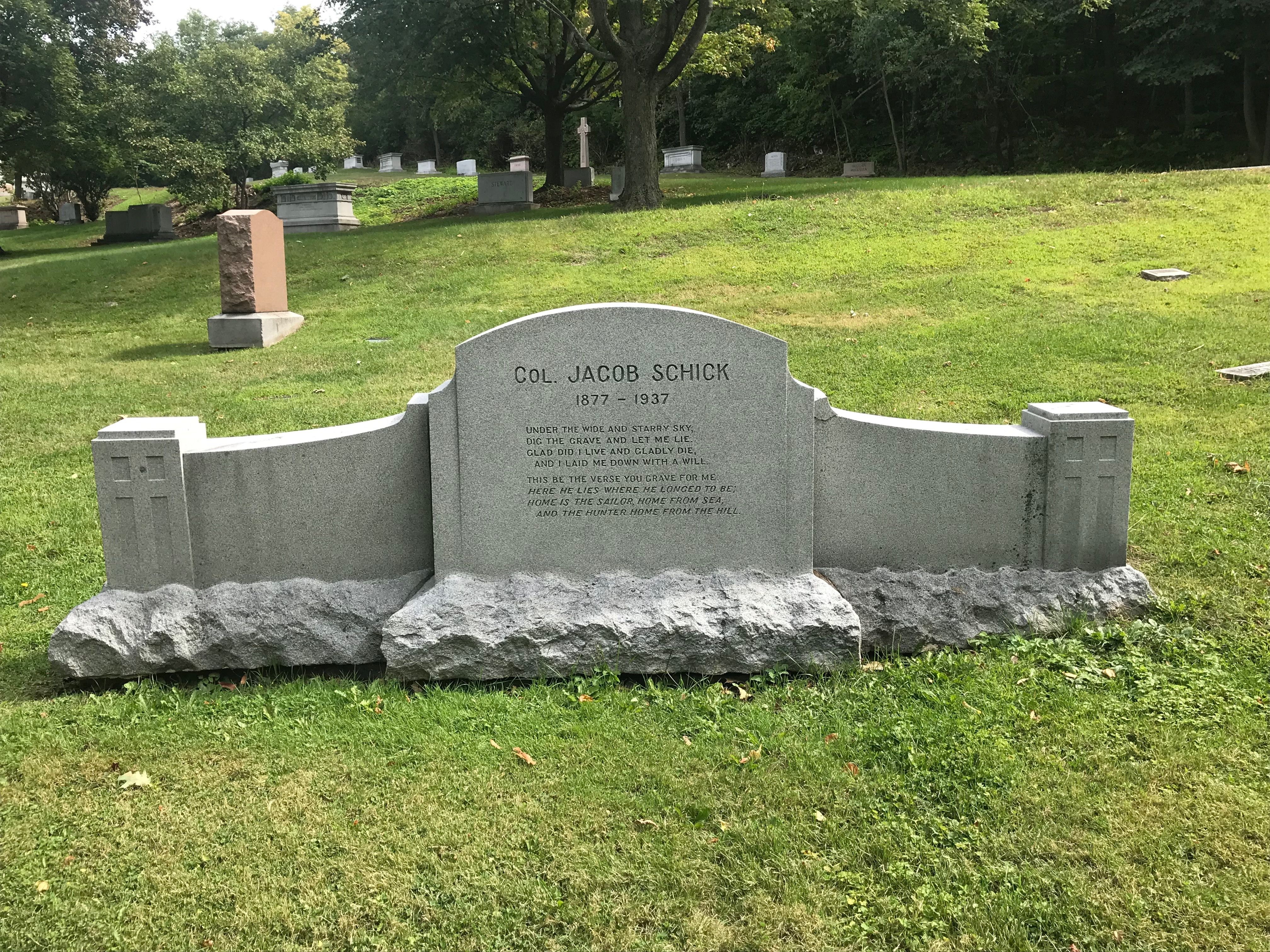
могила Джейкоба Шика

В 1921 вдохновился военной винтовкой с магазином, изобрел бритву со сменными лезвиями, которые хранились внутри ручки бритвы. Механика бритвы позволяла заменить старое лезвие, не касаясь поверхности нового. Лезвия поставлялись в кассетах, которые легко вставлялись в бритву.
В 1923 получил первый патент на электробритву.
В 1935 стал гражданином Канады, чтобы избежать расследования комитета Конгресса об уклонении от уплаты налогов.